# Grimme-Preis 2017
Die Preisträger des 53. Grimme-Preises 2017 wurden am 8. März 2017 im Grillo-Theater in Essen bekanntgegeben. Die Preisverleihung fand am 31. März 2017 im Stadttheater Marl statt.

## Preisträger

### Fiktion
- Das Konzept von Mitten in Deutschland: NSU (Teil 1–3) (SWR/WDR/BR/ARD Degeto/MDR)
  - Gabriela Sperl (Konzept)
- Das weiße Kaninchen (ARD)
  - Michael Proehl (Buch)
  - Holger Karsten Schmidt (Buch)
  - Florian Schwarz (Regie)
  - Philipp Sichler (Kamera)
  - Devid Striesow (Darsteller)
  - Lena Urzendowsky (Darstellerin)
- Dead Man Working (HR/ARD Degeto)
  - Marc Bauder (Regie)
  - Dörte Franke (Buch)
  - Khyana el Bitar (Buch)
  - Börres Weiffenbach (Kamera)
  - Wolfram Koch (Darsteller)
  - Benjamin Lillie (Darsteller)
- Ein Teil von uns (BR)
  - Esther Bernstorff (Buch)
  - Nicole Weegmann (Regie)
  - Brigitte Hobmeier (Darstellerin)
  - Jutta Hoffmann (Darstellerin)
- Mitten in Deutschland: NSU (Die Täter – Heute ist nicht alle Tage) (SWR/ARD Degeto/MDR)
  - Thomas Wendrich (Buch)
  - Christian Schwochow (Regie)
  - Frank Lamm (Kamera)
  - Anna Maria Mühe (Darstellerin)
  - Albrecht Schuch (Darsteller)
  - Sebastian Urzendowsky (Darsteller)

### Information & Kultur
- 45 Min: Protokoll einer Abschiebung (NDR)
  - Hauke Wendler (Buch/Regie)
- Ashwin Raman für seine besondere journalistische Leistung bei den Produktionen Im Nebel des Krieges – An den Frontlinien zum ‚Islamischen Staat‘ (SWR) und An vorderster Front (ZDF)
- Ebola – Das Virus überleben (SWR)
  - Carl Gierstorfer (Buch/Regie)
  - Antje Boehmert (Produktion/Produzentin)
- Junger Dokumentarfilm: Hundesoldaten (SWR)
  - Lena Leonhardt (Buch/Regie)
- Schatten des Krieges: Das sowjetische Erbe (Teil 1) / Das vergessene Verbrechen (Teil 2) (RBB/NDR)
  - Artem Demenok (Buch/Regie)
  - Andreas Christoph Schmidt (Buch/Regie)

### Unterhaltung
- Applaus und raus (ProSieben)
  - Oliver Polak (Moderation)
- Neo Magazin Royale: #verafake / Einspielerschleife (ZDF/ZDFneo)
  - Jan Böhmermann
  - Philipp Käßbohrer
  - Matthias Murmann

(stellvertretend für das Team)

### Kinder & Jugend
- Der Mond und ich (ZDF)
  - Nancy Biniadaki (Buch/Regie)
  - Christoph Zitterbart (Produktion)
  - Vincent Hagn (Darsteller)
- Hier und Heute: Nordstadtkinder – Lutwi (WDR)
  - Jürgen Brügger (Buch/Regie)
  - Jörg Haaßengier (Buch/Regie)
  - Emanuela Penev (Redaktion)
- Wishlist (RB/MDR/FUNK)
  - Marcel Becker-Neu (Buch/Regie)
  - Marc Schießer (Buch/Regie)
  - Christina Ann Zalamea (Buch/Regie)

### Publikumspreis der Marler Gruppe
- stark! – Ibrahim und Jeremia. Brüder auf Zeit (ZDF)
  - Maike Conway (Buch/Regie)

### Ehrenpreis
- Senta Berger für ihr Lebenswerk[2]